# Jakobskirche (Církvice)

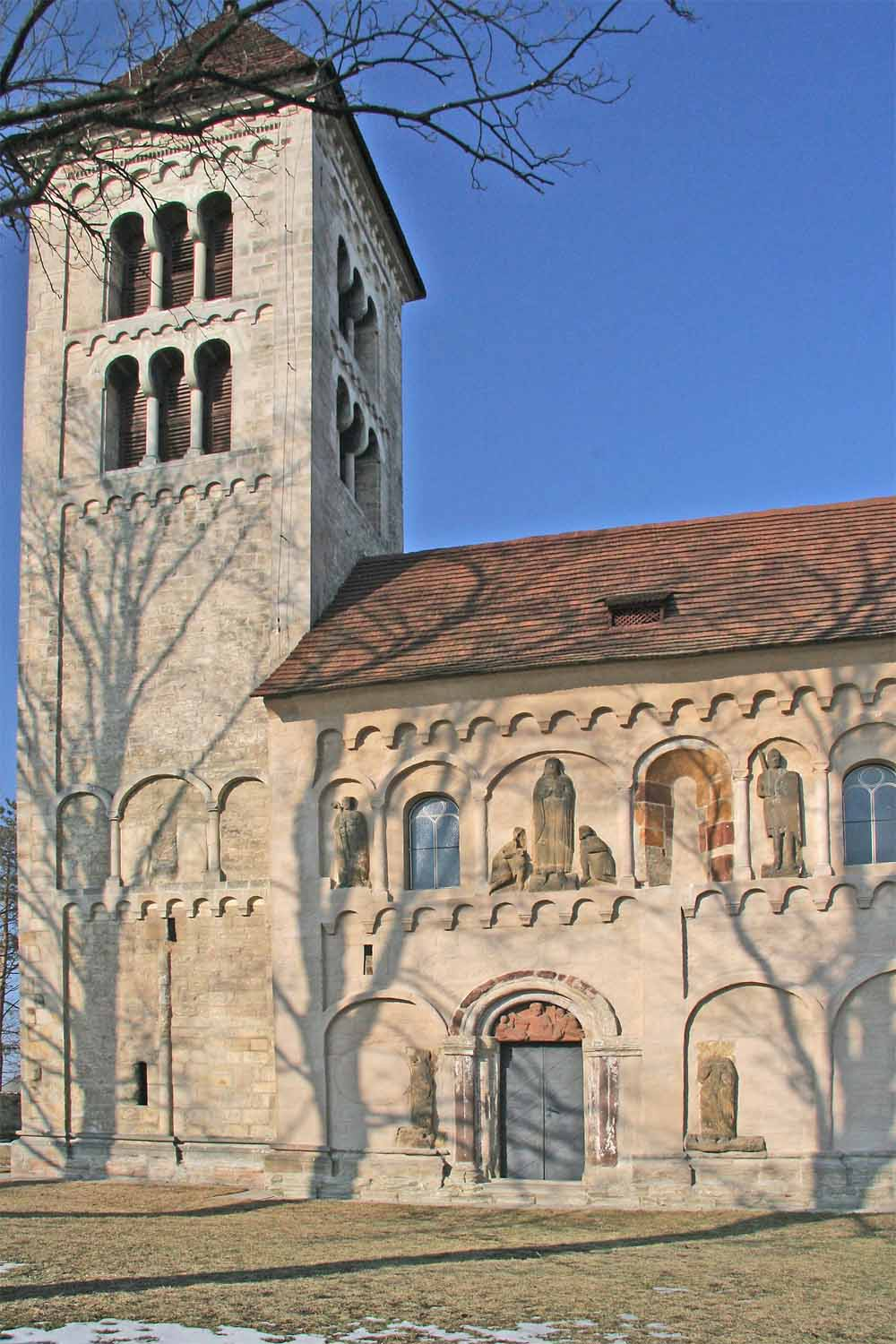
Turm und Südfassade

Die Jakobskirche im Ortsteil Jakub (deutsch St. Jakob) der Gemeinde Církvice (Zirkwitz), ungefähr auf halbem Weg zwischen Kutná Hora und Čáslav, ist eine romanische römisch-katholische Kirche aus dem 12. Jahrhundert. Seit 2008 ist sie als Nationales Kulturdenkmal ausgewiesen. Kirchenpatron ist Jakobus der Ältere.

## Geschichte
Die Weihe der Kirche erfolgte am 19. November 1165 durch den Bischof von Prag Daniel I. im Beisein des böhmischen Königs Vladislav II. und Königin Judith. Dies ist durch eine mit dem Wachssiegel des Bischofs versehene Weiheurkunde („Autentika“) belegt, die 1846 bei Renovierungsarbeiten im Bereich der Orgel gefunden wurde und sich heute im Nationalmuseum in Prag befindet.

## Baubeschreibung

### Grundriss
Das einschiffige Kirchengebäude wird im Osten von einer halbkreisförmigen Apsis abgeschlossen, im Westen schließt der 30 m hohe Kirchturm mit quadratischem Grundriss an. Erbaut wurde die Kirche aus dem Sandstein eines nahen Steinbruchs.

### Romanischer Figurenschmuck

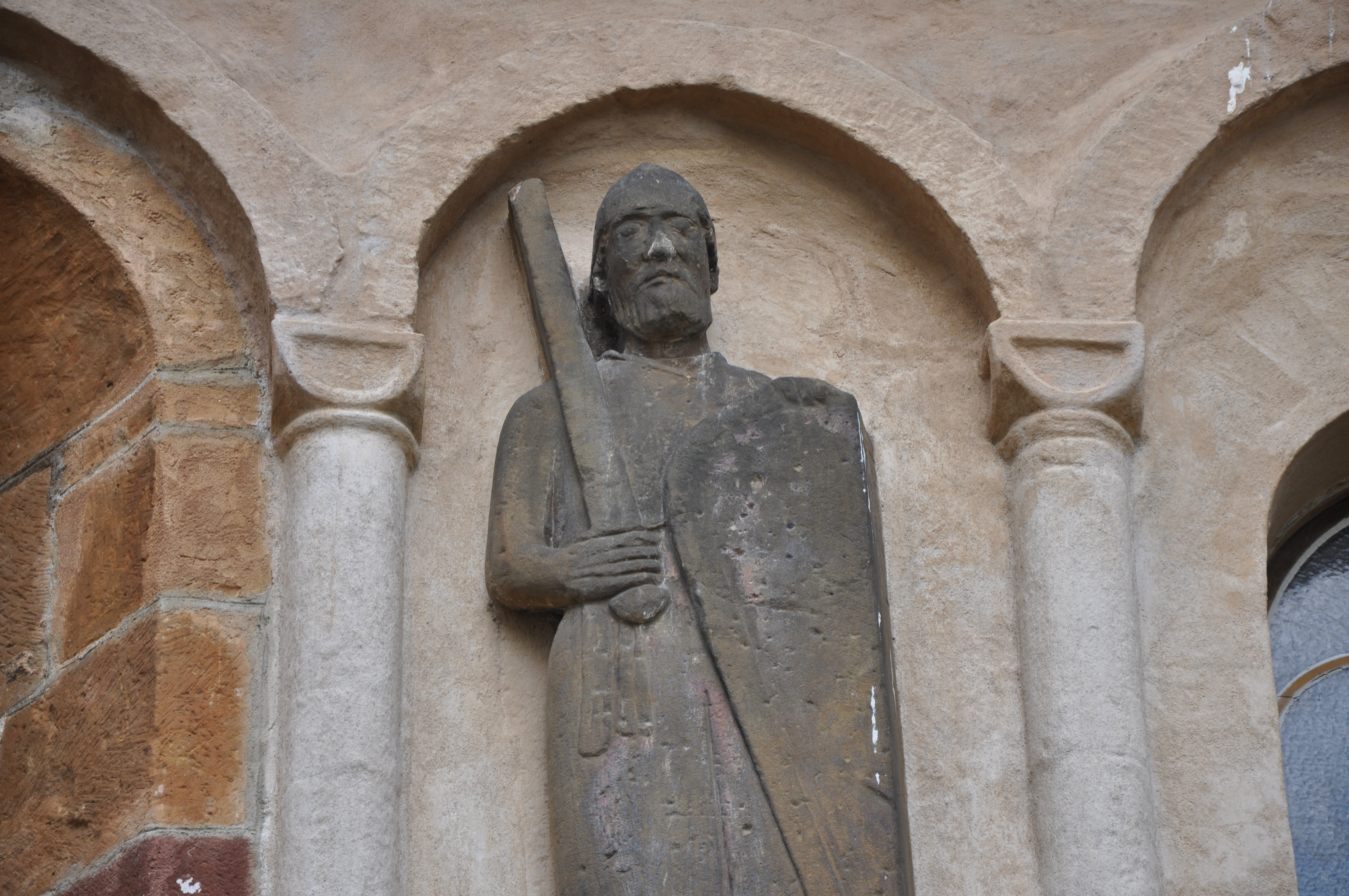
Romanische Skulptur eines Ritters

Die Längsseiten des Kirchenbaus werden durch zwei Reihen mit Blendarkaden geteilt. In ihnen finden sich südseitig romanische Skulpturen aus der Mitte des 12. Jahrhunderts, die zu den bedeutendsten Tschechiens aus dieser Periode gehören. Sie sind nicht das Werk eines einzelnen Bildhauers, ihre exakte Herkunft kann aber nicht mehr bestimmt werden. Vermutet wird, dass sie entweder von Steinmetzen des Zisterzienser-Klosters Sedlec oder von Bildhauern am Hof des Fürsten Vladislav II. hergestellt wurden. Sie wurden nicht gezielt für die Kirche angefertigt, so dass beim Einbau Anpassungen notwendig waren, was an abgeschnittenen Beinen und Schwertern erkennbar ist.
Die Skulpturen der oberen Etage sind in einem wesentlich besseren Zustand als jene im unteren Bereich, Ursache dafür sind Beschädigungen durch Kriegsereignisse. Im 15. Jahrhundert kam es im Zuge der Hussitenkriege unter dem Anführer Jan Žižka zu Gefechten im Bereich der Kirche, im Dreißigjährigen Krieg fanden Kämpfe gegen die schwedischen Truppen statt.
Im Bogen direkt über dem Hauptportal findet sich eine Darstellung des Kirchenpatrons. Der Hl. Jakobus wird von zwei knienden Figuren flankiert, möglicherweise die Apostel Petrus und Paulus. In der links davon befindlichen Nische ist der zweite Bischof von Prag, der Hl. Adalbert mit Krummstab dargestellt. Ist die Figur in der dem Hl. Jakobus rechts folgenden Nische tatsächlich wie angenommen der tschechische Nationalheilige Wenzel mit Schild und Schwert, so handelt es sich um die älteste erhaltene Darstellung dieses Heiligen. Rechts zur Apsis gibt es noch eine Figur mit bischöflicher Mitra am Kopf, vielleicht der ebenfalls aus Böhmen stammende Hl. Prokop. Sehr schön ist auch das Tympanon über dem Portal, die Majestas Domini („Herrlichkeit des Herrn“) darstellend. Über den Wolken thront Christus, das Buch des Lebens aufgeschlagen,  beiderseits huldigen ihm Engel mit Weihrauch und Palmzweig.

### Innenraum
Ursprünglich war der Sakralbau mit einer Holzbalkendecke ausgestattet. Durch Schäden der Hussitenkriege war 1570 eine Erneuerung dringend notwendig. Die Kirche erhielt ein zweiteiliges Gewölbe im Stil der Renaissance. Finanziert wurde dieser Umbau von den Grafen Sternberg, auf deren Grundbesitz sich die Kirche damals befand, daher sind als Rosetten der Stern der Familie zu sehen. Die Stützbögen des Gewölbes machten es notwendig, dass die mittleren Fenster des Langschiffes zugemauert werden mussten.
In der Apsis finden sich Malereien, in denen unterhalb eines großen Christus vier Stationen aus dem Leben des Apostels Jakobus dargestellt sind, darunter die Verurteilung durch Herodes Agrippa und der Märtyrertod 44 n. Chr.
Bis zum Beginn des 20. Jahrhunderts befand sich um die Kirche ein Friedhof. Einige Grabsteine aus dem 17. Jahrhundert wurden nach dessen Auflassen im Kircheninneren aufgestellt.
Im Turm mit zwei Reihen an Dreifach-Rundbogenfenstern hängen zwei im nahen Kutná Hora hergestellte Glocken. Die Jakobus-Glocke ist mit einer Abbildung von Jakobus mit Pilgerstock dekoriert und stammt aus dem Jahr 1504, die Joseph-Glocke wurde 1515 gegossen.
Eine große Renovierung fand in den Jahren 1872 bis 1874 unter der Leitung von Joseph Kranner statt, der Wert auf einen möglichst authentischen Erhalt der romanischen Bausubstanz legte, 1883 leitete Josef Mocker die Instandsetzung des Kirchturms. Die Malereien der Apsis wurde von Peter Maixner ausgeführt. Von 1999 bis 2007 wurde die letzte umfassende Renovierung durchgeführt.